# Etschberg
Etschberg ist eine Ortsgemeinde im Landkreis Kusel in Rheinland-Pfalz. Sie gehört der Verbandsgemeinde Kusel-Altenglan an.

## Geographie
Etschberg liegt im Kuseler Musikantenland in der Westpfalz an einer Abdachung des Odersbergs. Östlich fließt der Glan.
Zu Etschberg gehören auch die Wohnplätze Lindenhof und Gehöft Hub, Leidsthalerhube.

## Geschichte
Die Ortschaft wurde im Jahr 1364 erstmals als Etzberg urkundlich erwähnt.
Zunächst zur Grafschaft Veldenz gehörend, fiel der Ort mit dem Erlöschen deren männlicher Linie 1444 an die neu gebildete Grafschaft Pfalz-Zweibrücken, deren weiteres Schicksal Etschberg nun teilte.
Wie die anderen Dörfer der Umgebung, so war auch Etschberg im 17. Jahrhundert mehrfach von Kriegen schwer betroffen. Den Dreißigjährigen Krieg haben wohl nur wenige Einwohner überlebt, und auch während der Kriege des französischen Königs Ludwig XIV., die in den Pfälzischen Erbfolgekrieg gipfelten, wurde das Dorf 1775 als „verbrannt“ bezeichnet. Durch Zuwanderung junger Familien ging es wieder aufwärts, im 18. Jahrhundert setzte schließlich ein beständiges Bevölkerungswachstum ein.
Von 1801 bis 1814 gehörte Etschberg als Teil des Saardepartements, Arrondissement Birkenfeld, Canton Kusel, Mairie Quirnbach zu Frankreich. Auf dem Wiener Kongress fiel die linksrheinische Pfalz 1815 zunächst an Österreich und 1816 aufgrund eines Tauschvertrages an das Königreich Bayern. Der Ort wurde nun dem Landkommissariat und Bürgermeisteramt Kusel im bayerischen Rheinkreis zugeordnet.
Bereits zuvor stärker vom Handwerk geprägt als viele Nachbarorte, entwickelte sich Etschberg zum Arbeiterdorf und vom 19. Jahrhundert bis zum Beginn des Zweiten Weltkriegs auch zum Dorf der Wandermusikanten, während es heutzutage eher eine Wohngemeinde ist, von der aus viele Pendler ihre auswärtigen Arbeitsstellen aufsuchen.
Nach dem Krieg wurde Etschberg innerhalb der französischen Besatzungszone Teil des damals neu gebildeten Landes Rheinland-Pfalz. Im Zuge der ersten rheinland-pfälzischen Verwaltungsreform wurde der Ort 1972 der Verbandsgemeinde Kusel zugeordnet, die 2018 in der Verbandsgemeinde Kusel-Altenglan aufging.

## Politik

### Bürgermeister
Christoph Schneider ist seit 2019 Ortsbürgermeister von Etschberg. Sein Vorgänger war Klaus Rech von 2014 bis 2019.

### Wappen
| Wappen von Etschberg | Blasonierung: „In Silber auf gewölbtem, grünen Boden ein kniender, grünbekleideter Jäger mit roter Feder am Hut und goldenem Pfeil mit blauer Spitze in gespanntem, goldenen Bogen.“ |
| Wappen von Etschberg | |

## Wirtschaft und Infrastruktur
Im Südwesten verläuft die A 62. In Theisbergstegen ist ein Bahnhof der Bahnstrecke Landstuhl–Kusel.

## Persönlichkeiten

### Söhne und Töchter der Gemeinde
- Ernst Rech (1876–1955), Musiker[9]
- Alfons Schneider (1903–1983), Lehrer, Schriftsteller, Heimatdichter[9]
- Ernst Diehl (* 1949), Fußballspieler

### Personen, die in der Gemeinde gewirkt haben
- Margit Conrad (* 1952), Politikerin (SPD), wuchs in Etschberg auf